# Руссо, Василий Николаевич
Васи́лий Никола́евич Руссо́ (13 января 1881, Санкт-Петербург — 28 апреля 1942) — российский советский скульптор, художник, организатор шахматно-шашечного движения в СССР, шашист (мастер спорта СССР), редактор.

## Биография
Около 1900 года Руссо с отличием окончил Одесское художественное училище. Одесситу было предложено за казённый счет продолжить учёбу в Императорской академии художеств в Санкт-Петербурге. Обучался в Академии Художеств с 1901 по 1910 год. Завершил обучение, получив звание художника за скульптуру «Верный друг» 2 ноября 1910 года.
Во время обучения в Петербургской Академии художеств проходил свою шахматно-шашечную «академию» в центре интеллектульных игр столицы — в ресторане «Доминик». «Попав в среду испытанных игроков этой академии, с благоговением и трепетом смотрел я на окружавших меня», — вспоминал позднее молодой одессит.
По проекту Руссо в Малоярославце был установлен памятник «Героям 1812 года», памяти воинов, сражавшимся в Отечественной войне 1812 года. Бюст Горького работы Руссо долгое время хранился во МХАТе. Руссо был также автором памятника Чигорину, установленному в 1909 году на пожертвования русских любителей шахмат. 
В 1918—1923 годах служил в РККА помощником начальника Всеобуча Московского военного округа. В 1922 году организовал в Москве Центральный шахматно-шашечный клуб.
В 1924 году открывал от имени Всесоюзного комитета по физической культуре I Всесоюзный шахматно-шашечный съезд в Москве, на котором принимается историческое решение о переводе обеих древнейших игр «на государственные рельсы» (сигнал к созданию шахматно-шашечных секций при спорткомитетах). В соответствии с зарождавшейся тогда традицией на открытии съезда был оглашен его почетный президиум, вторым, после А. Рыкова (возглавившего после смерти Ленина Совет Народных Комиссаров), значился Троцкий, хотя уже не было секретом, что генсек Сталин считает его злейшим врагом партии (и, стало быть, личным врагом — тоже) и выдавливает, в союзе с другими влиятельными членами Политбюро, из партийного ареопага (возможно, на том, чтобы в почетном президиуме шахматного съезда значился и стремительно терявший своё влияние «второй человек» Октябрьской революции, настоял не кто иной, как Руссо, исчезнувший затем в годы «большого террора»).
В 1923—1930 годах работал редактором в Главном управлении по делам литературы и издательств Наркомпроса РСФСР, заведующим киносектором и отделом распространения театрально-кинематографического издательства «Теакинопечать», администратором на Первой кинофабрике «Совкино». В 1928 году избирался кандидатом в члены правления «Теакинопечати», с мая по июль 1928 года временно исполнял обязанности ответственного редактора журнала «Советский экран». В 1924—1931 годах — редактор отдела «Шашки» и член редакционной коллегии журнала «64. Шахматы и шашки в рабочем клубе». В 1929—1930 годах являлся членом секретариата Красного спортивного интернационала. В 1930—1932 годах — заместитель директора по административно-хозяйственной части Государственной Третьяковской галереи. Входил в исполбюро Всесоюзной шахматно-шашечной секции.
Василий Николаевич Руссо создал руководство для начинающих шашистов, которое выдержало 7 переизданий.
Был репрессирован. Когда в 1938 году вместо Николая Крыленко председателем бюро шахсекции был назначен Михаил Ботвинник, шашечную комиссию от Руссо передали В. Гилярову. По воспоминаниям близких, Руссо был осуждён на пять лет лагерей за выступление «в защиту гомеопатов». Тяжёлый труд на лесозаготовках в сочетании со скудным питанием (по словам выживших заключённых, они питались в основном лесными ягодами и сыроежками) нанесли здоровью Руссо непоправимый урон, и в 1942 году, за полгода до окончания срока, он умер в лагере. В дальнейшем был реабилитирован.